# Stafordširský bulteriér
Anglický Stafordširský bulteriér (anglicky: Staffordshire Bull Terrier, zkratka SBT) je středně velké, krátkosrsté psí plemeno původem z Anglie, jehož příbuzným je americký stafordširský teriér. Mezinárodní kynologickou federací (FCI) byl jako samostatné plemeno uznán v roce 1987, anglickým Kennel Clubem již v roce 1935. Chov v České republice se datuje od roku 1989, kdy byla dovezena první fena. Plemeno bylo vytvořeno horníky a dělníky z anglického Staffordshiru, a to spojením buldoka a anglického teriéra.
Plemeno bylo poprvé vyšlechtěno na lovení krys, svoji povahu si získalo tím ze v Anglii v chudých rodinách často žili až s deseti dětmi v jedné místnosti.

## Povaha
Stafordšírský bullterier je velmi statečný, nebojácný, dobře vyvážený, houževnatý a obětavý pes. Je to velmi temperamentní pes, s velkým sebevědomím. Je spolehlivý a velice milý společník. Tento pes je velmi oddaný a dobrácký. Svou rodinu miluje, rád si hraje, zejména velice miluje děti – v zemi původu je přezdíván jako „Baby dog“. Pes je však právě kvůli útokům na děti zakázán k dovozu i chování ve švýcarských kantonech Zürich a Wallis. Jakýkoli náznak agresivního chování k lidem je důvod k okamžitému vyloučení z chovu. Ve smečce se chová podobně jako jakýkoli jiný pes. Chování dvou samců se příliš nedoporučuje, ale nemusí to znamenat, že by se spolu jen prali. Může se stát ve vzácnějších případech, že spolu i dva samci budou vycházet výborně.

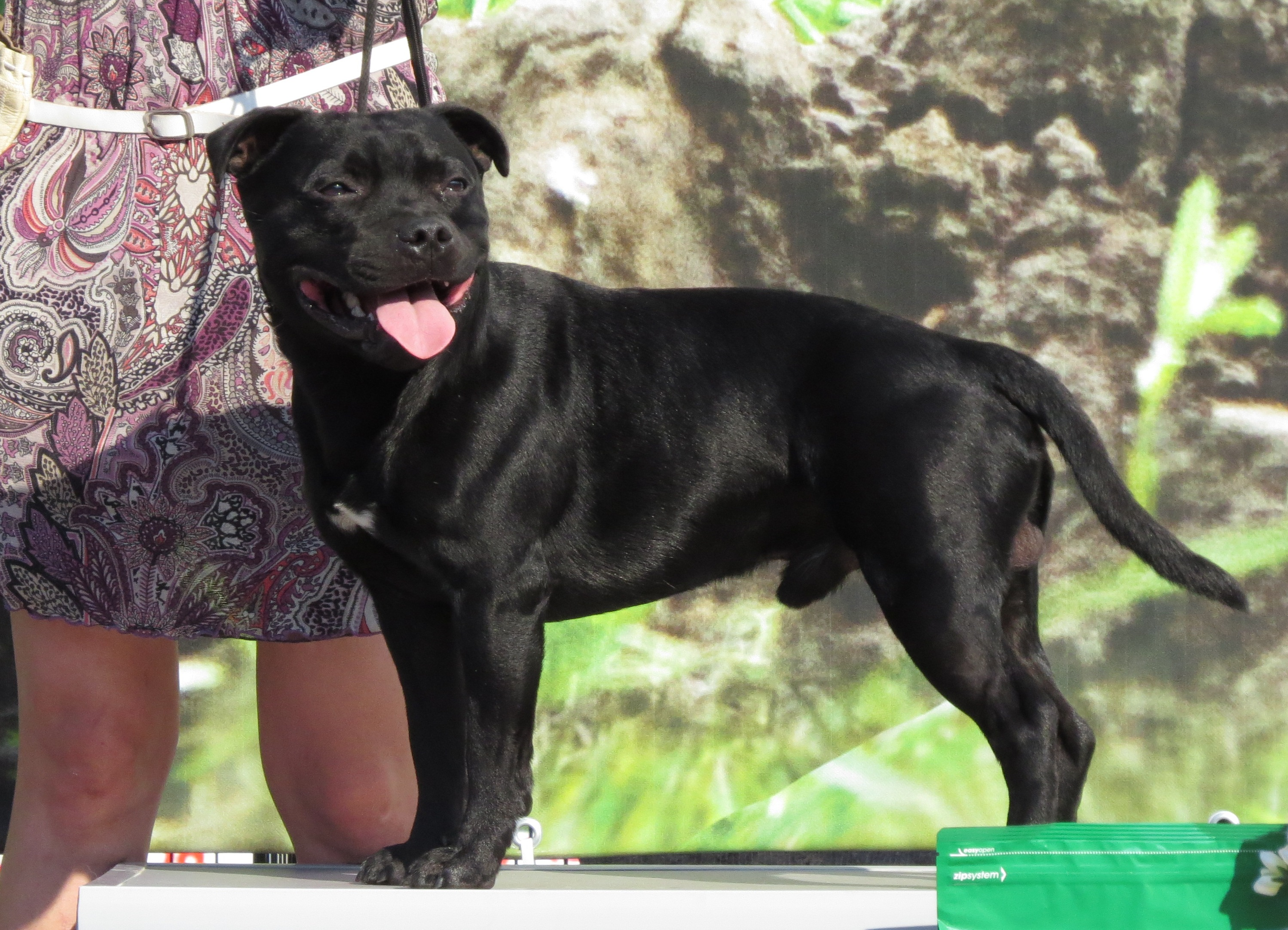

## Tělo
Na svou velikost jsou tito bulterieři velmi silní psi. Jsou aktivní a pohybliví. Hlava je krátká s dobře vyvinutými lícními svaly. Přednost mají tmavé oči. Světlé oko je tolerované pouze u psa s modrou srstí. Oči jsou kulaté a středně velké, posazené tak, aby hleděly přímo vpřed. Okraje víček jsou tmavé. Středně velké uši jsou polopřeklopené ale častěji složené do růžičky. Úplně spadené nebo postavené ucho je krajně nežádoucí. Stafordšírský bullterier má široký a hluboký hrudník, krk má svalnatý, poměrně krátký s jasnými obrysy, směrem k ramenům se rozšiřující. Tlapy jsou pevně sevřené, neměly by být příliš volné. Linie hřbetu je rovná. Středně dlouhý, nízko nasazený ocas se ke špičce zužuje a je nesený poměrně nízko. Neměl by být příliš zatočený – lze jej připodobnit k ramenu starých studnových pump.

## Srst
Srst stafordšírského bulteriera je krátká a hladká. Barva srsti je od bílé a rezavé přes tzv. modrou až po černou. Jsou možné i kombinace těchto barev. Kterákoliv z uvedených barev může být kombinována s bílou. Možné je i žíhané zbarvení nebo žíhané s bílými znaky. Zbarvení černo-červené (tzv. pálení - black and tan - typické pro dobrmana a rotvailera) nebo játrově hnědé je krajně nežádoucí.

## Výchova
Stafordšírský bulteriér se učí rychle, ale může být někdy až příliš svéhlavý. Při hře na přetahování jej brzy naučte, že musí pustit, dáte-li mu povel. Chovejte se vždy důsledně, ale také láskyplně. Na domácí zvířata si musí zvykat od malička.

## Zdraví
Průměrná délka života: 12 – 14 let.
Obecně se jedná o relativně zdravé psí plemeno, ale stejně jako u jiných psů se některá onemocnění u stafordšírského bulteriéra vyskytují v hojnější míře než ostatní. Důležité je dbát na zdravotní stav psa již ve chvíli jeho pořízení. Rozhodně se vyplatí vyhledat zodpovědného chovatele psů s průkazem původu, který nechává svá zvířata testovat na dědičné onemocnění s komplikovaným názvem L-2-hydroxyglutarová acidurie, jež postihuje centrální nervový systém, a dále na dispozice k výskytu šedého zákalu. Staforda může trápit dysplazie loketního či kyčelního kloubu nebo luxace pately, i když naštěstí ne tak často jako jiná psí plemena. Zaznamenán byl i výskyt alergických onemocnění a demodikóza (kožní onemocnění způsobené parazitem, jenž je přenášen z feny na štěňata).

## Standard plemene
V rámci klasifikace FCI se řadí do III. kategorie (teriéři) a její 3. sekce (teriéři typu Bull, bez pracovní zkoušky). Oficiální zkratkou plemene je v České republice „SBT“.

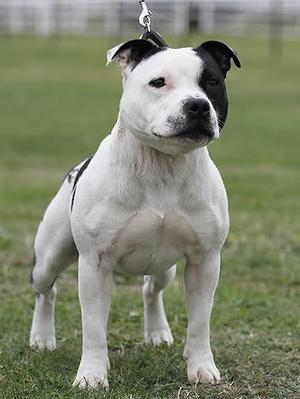

## Základní péče
Stafordšírský bullterier se hodí spíše pro zkušenější majitele. Má rád pohyb. Na údržbu své krátké srsti je velmi nenáročný. Velmi důležitá je důkladná socializace psa. Pes je velmi fixován na svou lidskou rodinu a bez ní velmi trpí. Chov v kotci nebo boudě venku je nevhodný, nejen kvůli jeho silné vazbě na lidi, ale také proto, že psům na zimu nenarůstá teplá zimní podsada. Při výchově tohoto plemene je třeba být důsledný a laskavý. Psi velmi dobře snáší jízdu autem, někdy ji dokonce vyžadují. Mnozí jsou dobří plavci a vášniví aportéři.

## Klub SBTC CZ
Klub SBT je řádným členem Českomoravské kynologické unie (ČMKU) a jeho účelem je garance čistokrevné plemenitby plemene stafordširský bullteriér a odborná činnost zaměřená na chov plemene SBT. Sdružuje majitele a příznivce plemene SBT. Organizuje odborné semináře, výstavní, sportovní a výcvikové akce.